# Softball under sommer-OL 2020
Softball under sommer-OL 2020 afvikles på Yokohama Stadium, der ligger i byen Yokohama og på Fukushima Azuma Baseball Stadium, der ligger I byen Fukushima.

## Turneringsformat
Softball afvikles kun for damer med 6 hold og med deltagelse af i alt 90 udøvere.

## Program
Kilder:
| GS | Grupperunde | F | Finaler |

| Ons 21 | Tors 22 | Fre 23 | Lør 24 | Søn 25 | Man 26 | Tir 27 |
| ------ | ------- | ------ | ------ | ------ | ------ | ------ |
| GS     | GS      |        | GS     | GS     | GS     | F      |

## Medaljefordeling
| Event    | Guld | Sølv | Bronze |
| -------- | --- | --- | --- |
| Softball | Japan · Haruka Agatsuma · Mana Atsumi · Yamato Fujita · Miu Goto · Nodoka Harada · Yuka Ichiguchi · Hitomi Kawabata · Nayu Kiyohara · Yukiyo Mine · Sayaka Mori · Minori Naito · Yukiko Ueno · Saki Yamazaki · Eri Yamada · Yu Yamamoto | USA · Ali Aguilar · Monica Abbott · Valerie Arioto · Ally Carda · Amanda Chidester · Rachel Garcia · Haylie McCleney · Michelle Moultrie · Dejah Mulipola · Aubree Munro · Bubba Nickles · Cat Osterman · Janie Reed · Delaney Spaulding · Kelsey Stewart | Canada · Jenna Caira · Emma Entzminger · Larissa Franklin · Jennifer Gilbert · Sara Groenewegen · Kelsey Harshman · Victoria Hayward · Danielle Lawrie · Janet Leung · Joey Lye · Erika Polidori · Kaleigh Rafter · Lauren Regula · Jennifer Salling · Natalie Wideman |